# 콜비 미니피

콜비 미니피(Colby Minifie, 1992년 9월 18일 ~ )는 미국의 배우, 텔레비전 배우, 영화배우이다.
뉴욕에서 태어났다.

## 영화
- 이제 그만 끝낼까 해 (2020년) - 이븐 역
- 언 액터 프리페어스 (2017년)
- 서브미션 (2017년)
- 딥 파우더 (2013년)
- 그린 애플스 & 워너비즈 (2011년)
- 곤조는 못말려 (2010년)
- 그레이티스트 (2009년) - 라텐트 역